# Democratisch Front (Fredemo)
Democratisch Front (Frente Democrático, ook afgekort tot Fredemo) was een politieke coalitie die geformeerd werd in 1988 door de partijen Movimiento Libertad, Actie van het Volk en de Christendemocratische Partij. De alliantie deed mee aan de gemeentelijke verkiezingen van 1989 en de presidentsverkiezingen van 1990. De landelijke kandidaat van het Democratisch Front, Mario Vargas Llosa.
De kandidaat Juan Incháustegui behaalde in de hoofdstad Lima een tweede plaats. Het jaar erop behaalde de alliantie de eerste plaats tijdens de eerste ronde van de presidentsverkiezingen. In de tweede ronde werd Vargas echter verslagen door zijn tegenstander Alberto Fujimori. Niettemin werd een meerderheid in het Peruviaanse congres behaald. De Movimiento Libertad van Vargas besloot niet mee te doen aan de congresverkiezingen van 1992, na de machtsgreep van Fujimori het jaar ervoor, omdat het partijkader dit als een teken van bevestiging van de zittende macht beschouwde.

Logo